# 黃暐
黃暐（1446年—？），字日升，直隸蘇州衛官籍，河南汝寧府人，明朝政治人物。

## 生平
吳縣學生，成化十三年（1477年）丁酉科應天府鄉試第六十四名舉人。弘治三年（1490年）中式庚戌科會試第二十九名，二甲第十四名進士。官刑部郎中。

## 家族
曾祖黃斌，百戶；祖父黃信，贈衛鎮撫；父黃景暉，衛鎮撫。母張氏（封太宜人）。永感下。兄黄曜（千户）；黄明（千户）。